# Le Vaisseau du ciel
Pour plus de détails, voir Fiche technique et Distribution.
Le Vaisseau du ciel ou À 400 millions de lieues de la Terre (titre original : Himmelskibet) est un film danois muet réalisé par Holger-Madsen, sorti en 1918. 
Réalisé pendant la Première Guerre mondiale, ce qui explique son message pacifiste, ce film aurait été le premier space opera et le dernier film de science-fiction danois avant Reptilicus le monstre des mers en 1962.

## Synopsis
Le professeur Planetarius construit un vaisseau spatial, l'Excelsior, destiné à atteindre la planète Mars. C'est le fils du professeur, le capitaine Avanti Planetaros qui commande l'expédition.
Décollant de Copenhague , le vaisseau spatial, après un long voyage compliqué par une affaire d'abus d'alcool et une mutinerie de l' équipage, arrive sur la planète rouge . L'atmosphère de Mars est respirable, de sorte que les astronautes peuvent se déplacer sans combinaison hors du vaisseau spatial. Craignant de rencontrer des Martiens agressifs, l'équipage est lourdement armé, mais est accueilli par des Martiens pacifistes, végétariens et antialcooliques. 
Avanti veut montrer aux Martiens comment les animaux sont chassés sur Terre et tue un oiseau avec une arme à feu. Il se crée alors une confusion au cours de laquelle l'un des membres de l'équipage lance une grenade qui blesse l'un des Martiens. Les Terriens sont maîtrisés et invités à se juger eux-mêmes. Avanti reconnaît son erreur et tombe follement amoureux de Marya, la blonde et belle fille du grand prêtre de Mars. Son amour est réciproque et ils décident tous deux de se marier et de revenir avec l'équipage sur Terre pour répandre le message de paix des Martiens.

## Fiche technique
- Titres français : Le Vaisseau du ciel, À 400 millions de lieues de la Terre
- Titre international: A Trip to Mars
- Titre original : Himmelskibet
- Réalisation : Holger-Madsen
- Scénario :  Ole Olsen et Sophus Michaelis d'après son roman
- Directeurs de la photographie : Frederik Fuglsang, Louis Larsen
- Décorateur : Carlo Jacobsen, Axel Bruun
- Sociétés de production : Nordisk Film
- Producteur : Ole Olsen
- Longueur : 1993 mètres (6 bobines)
- Durée : 81 minutes
- Format : Noir et blanc  - Muet
- Dates de sortie :
  - Danemark : 22 février 1918
  - Japon : 15 juillet 1920

## Distribution
- Gunnar Tolnæs (en) : Avanti Planetaros, le capitaine du vaisseau
- Zanny Petersen (da) : Corona, la sœur d'Aventi
- Nicolai Neiiendam (da) : Le professeur Planetaros, astronome, père d'Avanti et de Corona
- Alf Blütecher : Le docteur Krafft, ami d'Avanti, membre de l'expédition
- Svend Kornbeck (en) : David Dane, un Américain membre de l'expédition
- Philip Bech (da) : Le chef des Martiens
- Lilly Jacobson : Marya, la fille du chef des Martiens
- Frederik Jacobsen : Le professeur Dubius, un sceptique
- Birger von Cotta-Schønberg (da) : un membre de l'expédition
- Nils Asther : Le Martien blessé par les Terriens
- Alfred Osmund (da) : Un prêtre martien
- Harald Mortensen : Un opérateur télégraphique excité

## Autour du film
Le film a été restauré dans une nouvelle édition numérisée et republié par le Danish Film Institute en 2006.

## Réception
- Le film a connu un succès mondial en Amérique et en Europe y compris en Russie soviétique [2]
- Casper Tybjerg écrit que «Ole Olsen, [...] co-auteur du scénario, espérait, avec l'écrivain Sophus Michaëlis, que le film parlerait au cœur des téléspectateurs en leur inspirant des « sentiments idéaux », en particulier le pacifisme . Mais les critiques danois de l'époque se sont moqués de la "sérieuse stupidité" du film et ont souligné ses nombreux défauts par rapport à Naissance d'une nation, qui a été présenté à Copenhague un mois après ce film[3].

## Avis sur le film
- « Mais c’est un film qui développe un nombre impressionnant d’idées de SF d’une façon encore inégalée – au cinéma – avant lui. Rappelons en vrac : un voyage interplanétaire, une attention aux réalités scientifiques – même limitées – une société utopique, un film à message, un film vegan ! – quelle modernité !… » Cine-SF[4]
- « En fait, Himmelskibet est surtout un film pacifiste réalisé trois ans après le début de la Première Guerre mondiale, à un moment où nul ne pouvait dire quand ce conflit prendrait fin. La S.F. y sert seulement de prétexte à une fable aux intentions louables, ce qui n'est déjà pas si mal... » Daniel Riche[5]
- « Sauf que le Drakken des anciennes légendes devient un aéroplane qui traverse l'éther et que les grèves merveilleuses sont celles de la planète Mars où habitent des peuples doux et pacifistes, végétariens et antialcooliques, et de blondes Gretchen dont l'une retourne avec le héros à son foyer. La photographie est bonne. Il y a notamment un ogre extrêmement réussi. » Lionel Landry[6]
- « Ole Olsen avait fait pour Himmelskibet un énorme effort. Les cachets des artistes dépassèrent cent mille couronnes. Mais le succès commercial ne répondit pas à cet effort. L'envol de ce Vaisseau du ciel coïncidait avec la mise en train du grand trust U.F.A. qui avait arraché à la Nordisk son circuit de cinémas allemands, base de sa puissance. Les beaux jours du cinéma danois se terminaient... » Georges Sadoul[7]